# فرودگاه سولت ماریه واتر
فرودگاه سولت ماریه واتر (به انگلیسی: Sault Ste. Marie Water Aerodrome) یک فرودگاه همگانی است که یک باند فرود آب دارد. این فرودگاه در کشور کانادا قرار دارد و در ارتفاع ۱۷۷ متری از سطح دریا واقع شده است.